# Coleophora bilineatella
Coleophora bilineatella é uma espécie de mariposa do gênero Coleophora pertencente à família Coleophoridae.